# Bireme Diouf
Bireme Diouf (* 2. Juli 1984 in Tiébissou) ist ein ivorischer Fußballspieler.

## Karriere
Das Fußballspielen erlernte Bireme Diouf bei den ivorischen Vereinen Sabé Sports de Bouna und CO de Bamako. Seinen ersten Vertrag unterschrieb er  2004 bei seinem ehemaligen Jugendverein Sabé Sports de Bouna, bei dem er zwei Jahre unter Vertrag stand und 47 Spiele absolvierte. 2006 wechselte er nach Asien. Hier unterschrieb er einen Vertrag beim thailändischen Verein Muangthong United. Hier kam er jedoch nicht zum Einsatz. Während der Zeit bei Muangthong wurde er von 2007 bis 2008 an den Zweitligisten Samut Songkhram FC und 2010 an Yadanarbon FC, einem Erstligisten aus Myanmar, ausgeliehen. Nach der Ausleihe nach Myanmar wechselte er erneut zu Samut Songkhram FC. Nach 32 Spielen wechselte er während der Sommerpause nach Chonburi zum dort ansässigen Chonburi FC. 2013 wechselte er zum Ligakonkurrenten Suphanburi FC. Hier spielte er bis 2014 und schoss dabei 10 Tore. 2015 unterschrieb er einen Vertrag beim Saraburi FC. In 28 Spielen traf er 6 Mal das Tor. 2016 ging er zum Erstligisten Sukhothai FC. Bis Ende der Saison 2017 kam er 49 Mal zum Einsatz, wobei er 19 Tore erzielte. 2018 zog es ihn nach Chainat, wo er ein Jahr beim Chainat Hornbill FC auflief. Der Erstligaaufsteiger Trat FC aus Trat nahm ihn die Saison 2019 unter Vertrag. Nach 25 Spielen für Trat wechselte er 2020 zum Erstligaaufsteiger Rayong FC nach Rayong. Für Rayong absolvierte er 2020 vier Erstligaspiele. Ende Mai 2020 wurde sein Vertrag aufgelöst. Am 1. Juli 2020 unterschrieb er einen Vertrag beim Muangkan United FC. Der Verein aus Kanchanaburi spielt in der dritten Liga, der Thai League 3. Mit Muangkan spielte er in der Western Region. Am Ende der Saison wurde er mit dem Verein Meister der Region. Mit 17 Toren wurde er Torschützenkönig der Liga. In den Aufstiegsspielen zur zweiten Liga wurde belegte man den zweiten Platz und stieg somit in die zweite Liga auf. Nach dem Aufstieg wurde sein Vertrag nicht verlängert. Von Juni 2021  bis Anfang Juli 2022 pausierte er. Am 10. Juli 2022 nahm ihn der Drittligaaufsteiger Samut Sakhon City FC unter Vertrag. Mit Samut spielt er in der Bangkok Metropolitan Region der Liga. Am Ende der Saison wurde er mit 19 Toren Torschützenkönig der Liga. Nach 31 Ligaspielen, in denen er 23 Treffer erzielte, wurde sein Vertrag im Sommer 2024 nicht verlängert.

## Erfolge
Muangkan United FC
- Thai League 3 – West: 2020/21
- Thai League 3 – National Championship: 2020/21 (2. Platz)  ▲

## Auszeichnungen
Thai League 3 (West)
- Torschützenkönig: 2020/21

Thai League 3 (Bangkok Metropolitan)
- Torschützenkönig: 2022/23